# Ярославский Спас
Ярославский Спас — древнерусская икона середины XIII века.
Икона происходит из ярославского Успенского собора (освящён в 1219 году), где находилась при раке с мощами князей Василия и Константина Всеволодовичей и почиталась как их моленный образ. Икона была раскрыта в 1919 году в ярославском филиале Центральных государственных реставрационных мастерских Ф. А. Модоровым и Г. О. Чириковым.

## Описание
Икона написана на липовой доске с ковчегом и паволокой, на поля положен новый левкас. По углам и в центре полей имеются углубления, в которых находились украшавшие икону драгоценные камни..
Сохранность иконы посредственная. Поверхность иконы в кракелюрах, краска местами стёрта до левкаса. Живопись лика сильно утрачена, сохранились следы оригинальной подрумянки. На нимбе имеются следы гвоздей от утраченного оклада. Текст Евангелия не сохранился.
На иконе представлено поясное изображение Иисуса Христа в иконографии Пантократора. По мнению И. Э. Грабаря, икона «не имеет ничего от новгородской шумливой деловитости, как бы написана под сурдинку, мечтательно и скромно, но очень тонко, с большим чувством формы». Академик В. Н. Лазарев отмечает, что лик Спаса на иконе имеет типично русские черты и подкупает «выражением какой-то особой интимности».